# Tetrastichus abalosi
Tetrastichus abalosi is een vliesvleugelig insect uit de familie Eulophidae. De wetenschappelijke naam is voor het eerst geldig gepubliceerd in 1950 door Blanchard.